# Milko Gajdarski
Milko Trilov Gajdarski (Bulgaars: Милко Трилов Гайдарски) (Sofia, 18 maart 1946 - 23 december 1989, Sofia ) was een Bulgaars voetballer. Hij heeft gespeeld bij Spartak Sofia en Levski Sofia.

## Loopbaan
Georgiev maakte zijn debuut in Bulgarije in 1967. Hij heeft 30 wedstrijden gespeeld. Hij maakte deel uit van de selectie voor het voetbaltoernooi op de Olympische Zomerspelen 1968, waar Bulgarije een zilveren medaille won. Hij maakt ook deel uit van de selectie voor het voetbaltoernooi op de Wereldkampioenschap 1970.

## Erelijst
- Olympische spelen : 1968 (zilver)
- Parva Liga (3) : 1970, 1974, 1977 (Levski Sofia)
- Bulgarije beker (5) : 1968, 1970, 1971, 1976, 1977 (Spartak Sofia 1968) (Levski Sofia)